# Флуоресценция

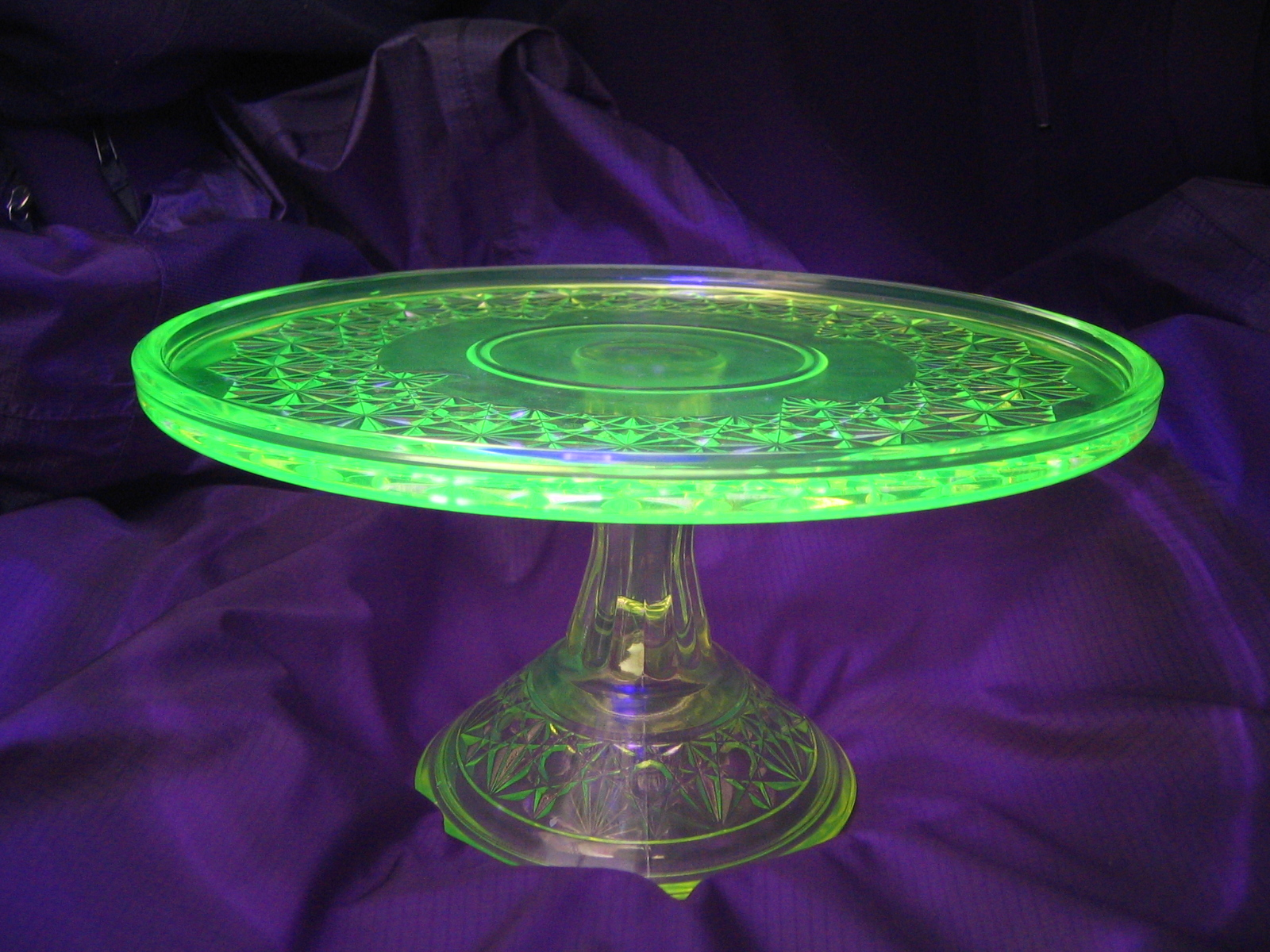
Флуоресценция уранового стекла под воздействием ультрафиолетового излучения

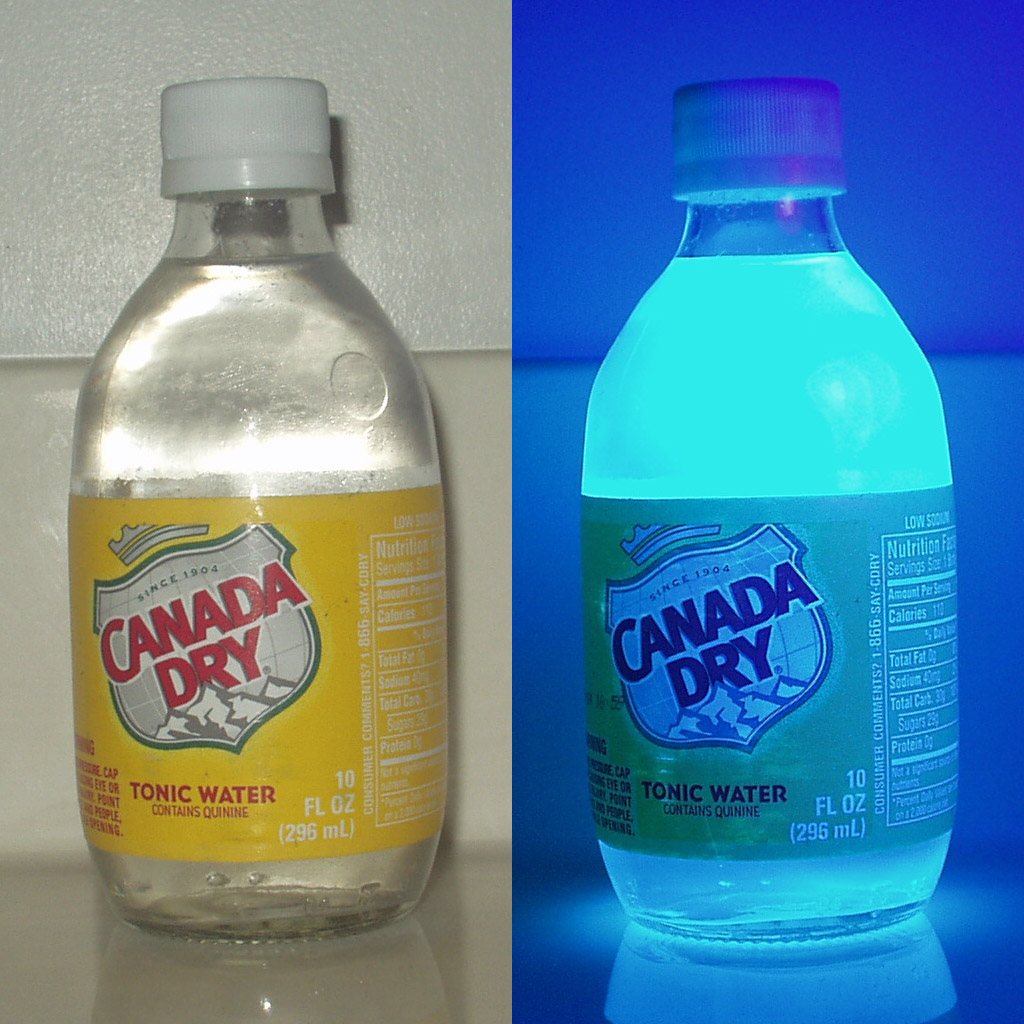
Тоник при облучении в видимом (слева) и ультрафиолетовом (справа) диапазоне. Голубая флуоресценция обусловлена наличием в напитке производных хинина

Флуоресце́нция, или флюоресценция — люминесцентный процесс, характеризующийся крайне малым временем затухания излучения после отключения источника возбуждения. Флуоресценцией обычно называют излучательный переход возбуждённого состояния с самого нижнего синглетного колебательного уровня S1 в основное состояние S0. В общем случае флуоресценцией называют разрешённый по спину излучательный переход между двумя состояниями одинаковой мультиплетности: между синглетными уровнями {\displaystyle S_{1}\rightarrow S_{0}}. Типичное время жизни такого возбуждённого состояния составляет 10−11−10−6 с.
Флуоресценцию следует отличать от фосфоресценции — запрещённого по спину излучательного перехода между двумя состояниями разной мультиплетности. Например, излучательный переход возбуждённого триплетного состояния T1 в основное состояние S0. Синглет-триплетные переходы имеют квантовомеханический запрет, поэтому время жизни возбуждённого состояния при фосфоресценции составляет порядка 10−3−10−2 с.

## Происхождение термина
Термин «флуоресценция» происходит от названия минерала флюорит, у которого она впервые была обнаружена, и лат. -escent — суффикс, означающий слабое действие.

## История изучения
Впервые флуоресценцию соединений хинина наблюдал физик Джордж Стокс в 1852 году.

## Теоретические основы
Согласно представлениям квантовой химии, электроны в атомах расположены на энергетических уровнях. Расстояние между энергетическими уровнями в молекуле зависит от её строения. При облучении вещества светом возможен переход электронов между различными энергетическими уровнями. Разница энергии между энергетическими уровнями и частота колебаний поглощённого света соотносятся между собой уравнением (II постулат Бора):
{\displaystyle E_{2}-E_{1}=h\nu .}
После поглощения света часть полученной системой энергии расходуется в результате релаксации. Часть же может быть испущена в виде фотона определённой энергии.

### Соотношение спектров поглощения и флуоресценции
Спектр флуоресценции сдвинут относительно спектра поглощения в сторону длинных волн. Это явление получило название «Стоксов сдвиг». Его причиной являются безызлучательные релаксационные процессы. В результате часть энергии поглощённого фотона теряется, а испускаемый фотон имеет меньшую энергию, и, соответственно, большую длину волны.

### Схематическое изображение процессов испускания и поглощения света. Диаграмма Яблонского
Схематически процессы поглощения света и флуоресценции показывают на диаграмме Яблонского.
При нормальных условиях большинство молекул находятся в основном электронном состоянии {\displaystyle S_{0}}. При поглощении света молекула переходит в возбуждённое состояние {\displaystyle S_{1}}. При возбуждении на высшие электронные и колебательные уровни избыток энергии быстро расходуется, переводя флуорофор на самый нижний колебательный подуровень состояния {\displaystyle S_{1}}. Однако, существуют и исключения: например, флуоресценция азулена может происходить как из {\displaystyle S_{1}}, так и из {\displaystyle S_{2}} состояния.

### Квантовый выход флуоресценции
Квантовый выход флуоресценции показывает, с какой эффективностью проходит данный процесс. Он определяется как отношение количества испускаемых и поглощаемых фотонов. Квантовый выход флуоресценции может быть рассчитан по формуле
{\displaystyle \Phi ={\frac {N_{em}}{N_{abs}}}}
где {\displaystyle {N_{em}}} — количество испускаемых в результате флуоресценции фотонов, а {\displaystyle {N_{abs}}} — общее количество поглощаемых фотонов. Чем больше квантовый выход флуорофора, тем интенсивнее его флуоресценция.
Квантовый выход можно также определить с помощью упрощённой диаграммы Яблонского, где {\displaystyle {\Gamma }} и {\displaystyle k_{nr}} — константы скорости излучательной и безызлучательной дезактивации возбуждённого состояния.
Тогда доля флуорофоров, возвращающихся в основное состояние с испусканием фотона, и, следовательно, квантовый выход:
{\displaystyle \Phi ={\frac {\Gamma }{\Gamma +k_{nr}}}}
Из последней формулы следует, что {\displaystyle \Phi \rightarrow 1} если {\displaystyle {\frac {k_{nr}}{\Gamma }}\rightarrow 0}, то есть если скорость безызлучательного перехода значительно меньше скорости излучательного перехода. Отметим, что квантовый выход всегда меньше единицы из-за стоксовых потерь.

## Флуоресцентные соединения

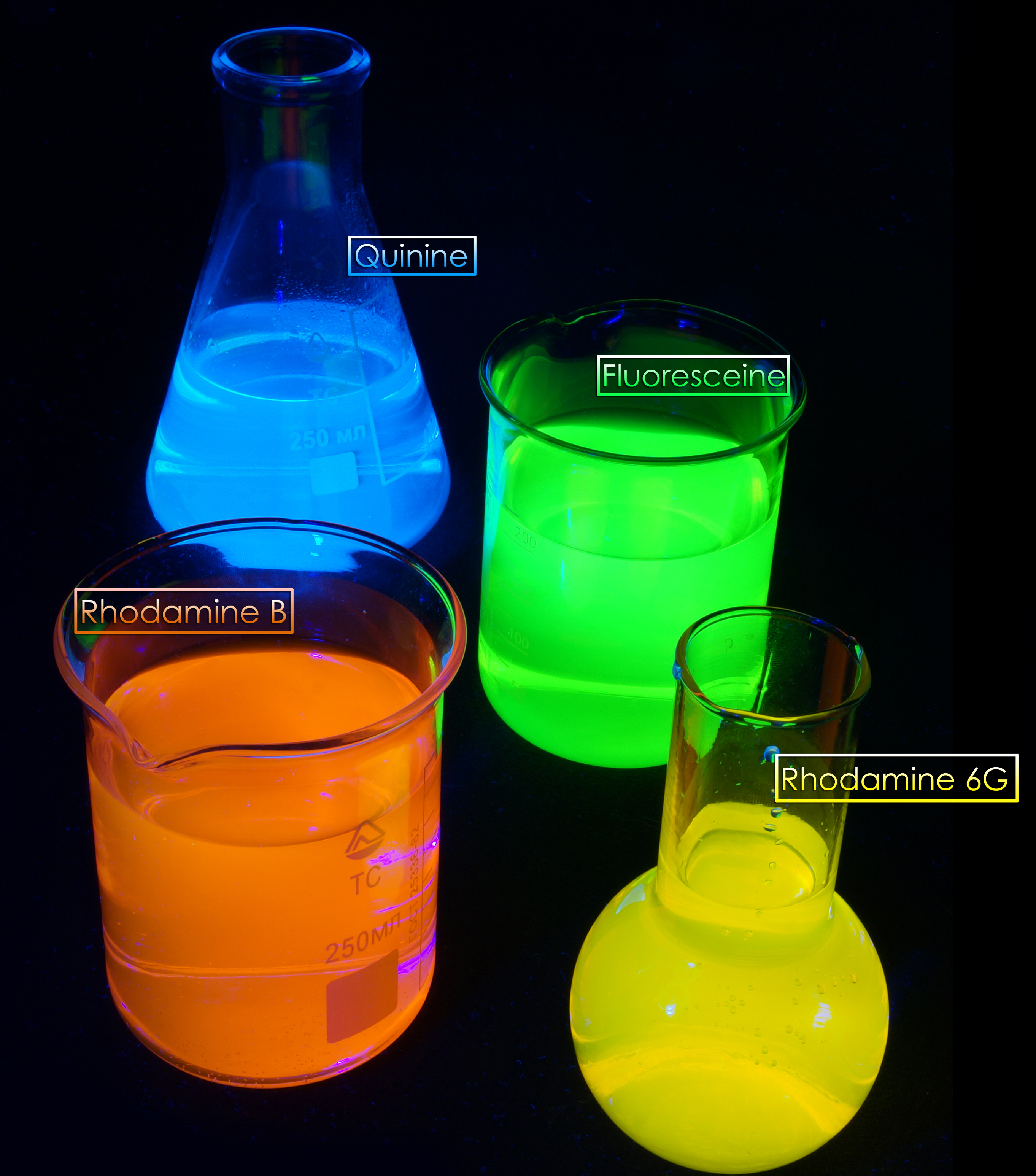
Флюоресценция в ультрафиолетовом свете 0,0001 % водных растворов: голубым — хинина, зелёным — флуоресцеина, оранжевым — родамина-B, жёлтым — родамина-6G

К флуоресценции способны многие органические вещества, как правило содержащие систему сопряжённых π-связей. Наиболее известными являются хинин, метиловый зелёный, метиловый синий, феноловый красный, кристаллический фиолетовый, бриллиантовый крезиловый синий, POPOP, флуоресцеин, эозин, акридиновые красители (акридиновый оранжевый, акридиновый жёлтый), родамины (родамин 6G, родамин B), нильский красный и многие другие.

## Применение

### В производстве красок и окраске текстиля

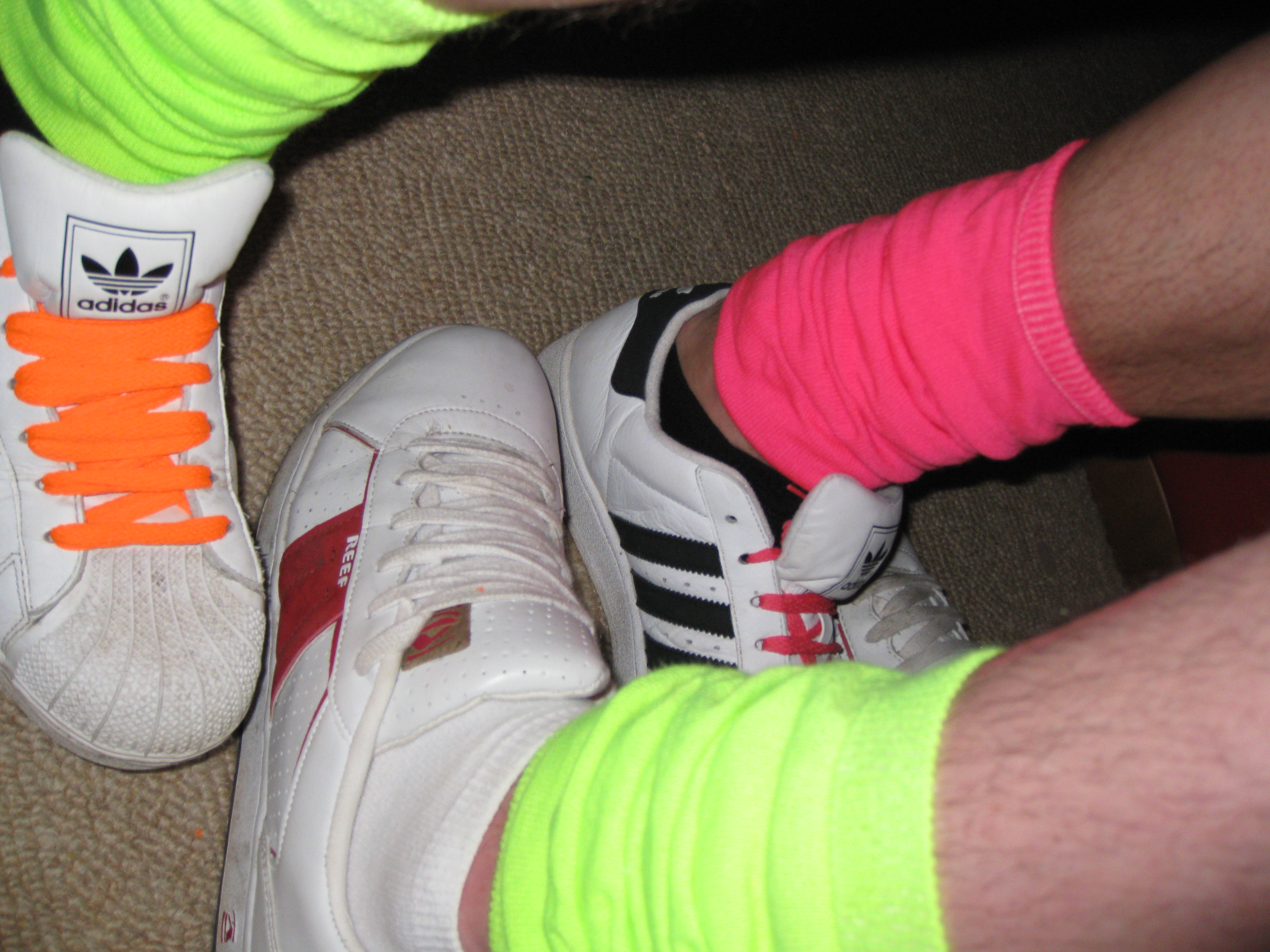
Флюоресцирующие элементы одежды в свете фотовспышки с яркими оттенками

Флуоресцентные пигменты добавляются в краски, фломастеры, а также при окраске текстильных изделий, предметов обихода, украшений и т. п. для получения особо ярких («кричащих», «кислотных») цветов с повышенным спектральным альбедо в нужном диапазоне длин волн, иногда превышающим 100 %. Данный эффект достигается за счёт того, что флуоресцентные пигменты преобразуют содержащийся в естественном свете и в свете многих искусственных источников ультрафиолет (а также для жёлтых и красных пигментов, коротковолновую часть видимого спектра) в излучение нужного диапазона, делая цвет более интенсивным. Особой разновидностью флуоресцентных текстильных пигментов является оптическая синька, преобразующая ультрафиолет в излучение синего цвета, компенсирующее естественный желтоватый оттенок ткани, чем достигается эффект белоснежного цвета одежды и постельного белья. Оптическая синька применяется как при фабричной окраске тканей, так и для освежения цвета при стирке, в стиральных порошках. Аналогичные пигменты применяются и в производстве многих сортов бумаги, включая бумагу для повседневного офисного использования. В ней содержание пигмента с синькой, как правило, наибольшее. 
Флуоресцентные краски, в сочетании с «чёрным светом», часто используются в дизайне дискотек и ночных клубов. Практикуется также применение флуоресцентных пигментов в красках для татуировки.

### В технике
В технические жидкости, например — антифризы, часто добавляют флюоресцентные добавки, облегчающие поиск течи из агрегата. В ультрафиолетовом свете подтёки такой жидкости становятся очень хорошо заметны.
В коммунальном хозяйстве флуоресцеин используется при проверке герметичности и поиске утечек теплоносителя в теплосетях, в том числе попадания технической воды из неё в систему питьевого водоснабжения.

### В биологии и медицине

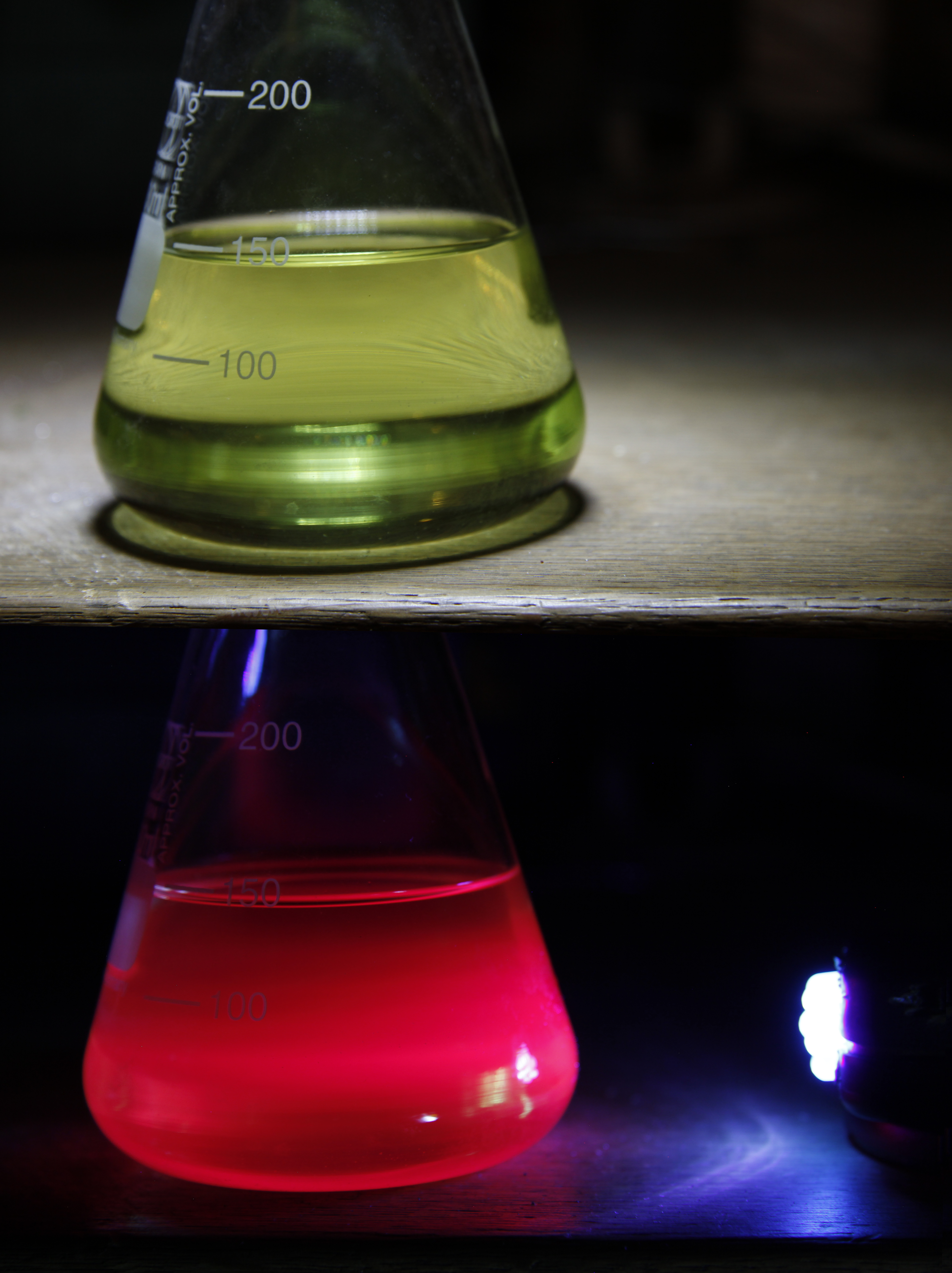
Флюоресценция (снизу) под ультрафиолетовым освещением спиртового раствора хлорофилла

В биохимии и молекулярной биологии нашли применение флуоресцентные зонды и красители, которые используются для визуализации отдельных компонентов биологических систем. Например, эозинофилы (клетки крови) называются так потому, что имеют сродство к эозину, благодаря чему легко поддаются подсчёту при анализе крови.
В эпидемиологии и коммунальной гигиене флуоресцеин может быть использован при эпидрасследованиях случаев кишечных инфекций с водными путями передачи, а именно для поиска мест загрязнения водоёмов, водоносных горизонтов, систем питьевого водоснабжения просачиванием в них содержимых выгребных ям, септиков, систем канализации.

### Лазеры
Флуорофоры с высокими квантовыми выходами и хорошей фотостойкостью могут применяться в качестве компонентов активных сред лазеров на красителях.

### В криминалистике

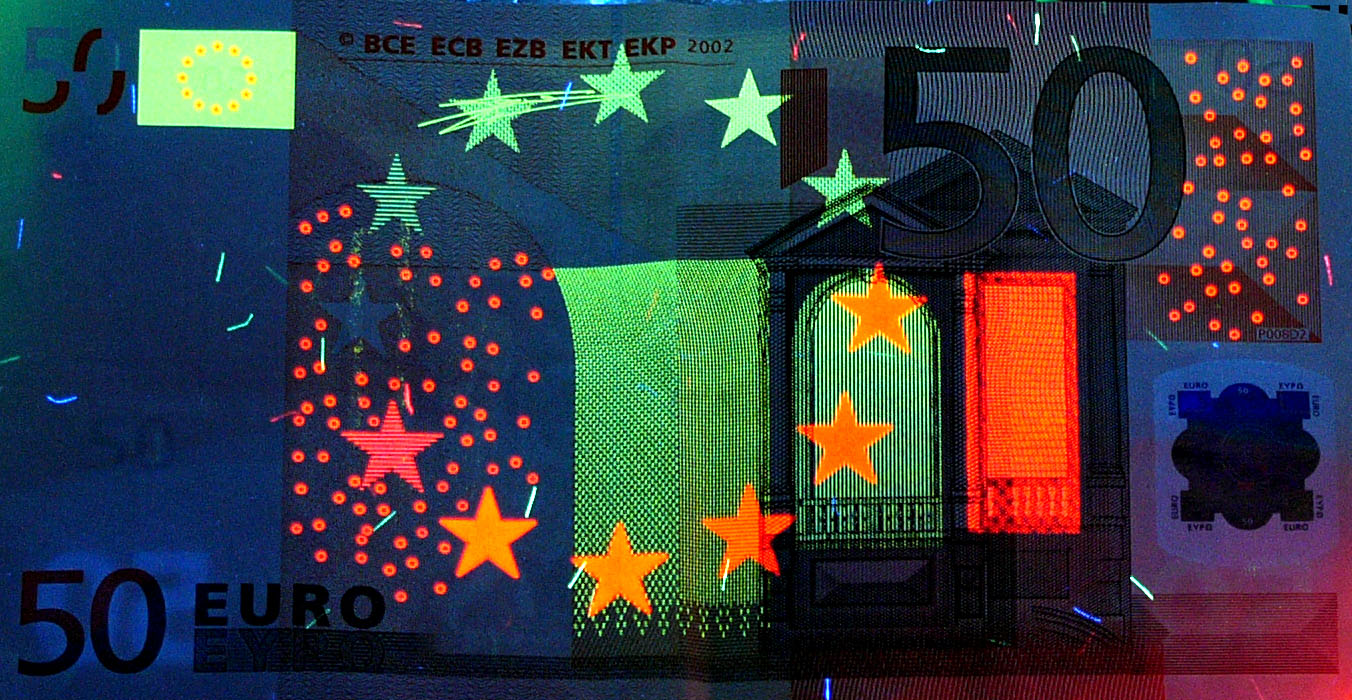
Один из элементов защиты банкноты в 50 евро — флюоресцирующая краска некоторых элементов рисунка и флуоресцирующие полимерные нити в бумаге. Вид при ультрафиолетовом освещении

Отдельные флуоресцирующие вещества используются в оперативно-разыскной деятельности (для нанесения пометок на деньги, иные предметы в ходе документирования фактов дачи взяток и вымогательства. Также могут использоваться в химловушках.

### В гидрологии и экологии
Флуоресцеин был применен в 1877 для доказательства того, что реки Дунай и Рейн соединены подземными каналами.. Краситель внесли в воды Дуная и спустя несколько часов характерную зелёную флуоресценцию обнаружили в небольшой речке, впадающей в Рейн. Сегодня флуоресцеин используют также как специфический маркёр, который облегчает поиск потерпевших крушение лётчиков в океане. Для этого просто разбивается ампула с красителем, который, растворяясь в воде, образует хорошо заметное зелёное пятно большого размера. Также флуорофоры могут использоваться для анализа загрязнения окружающей среды (обнаружение утечки нефти (масляных плёнок) в морях и океанах).